# Isola del Giglio

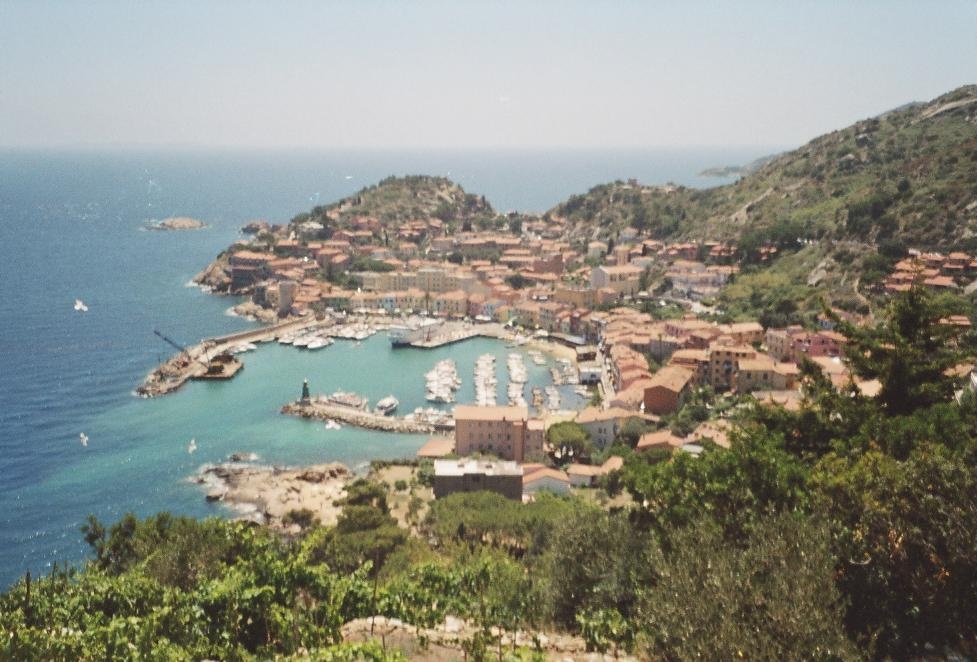
Vista panorâmica do Porto de Giglio.

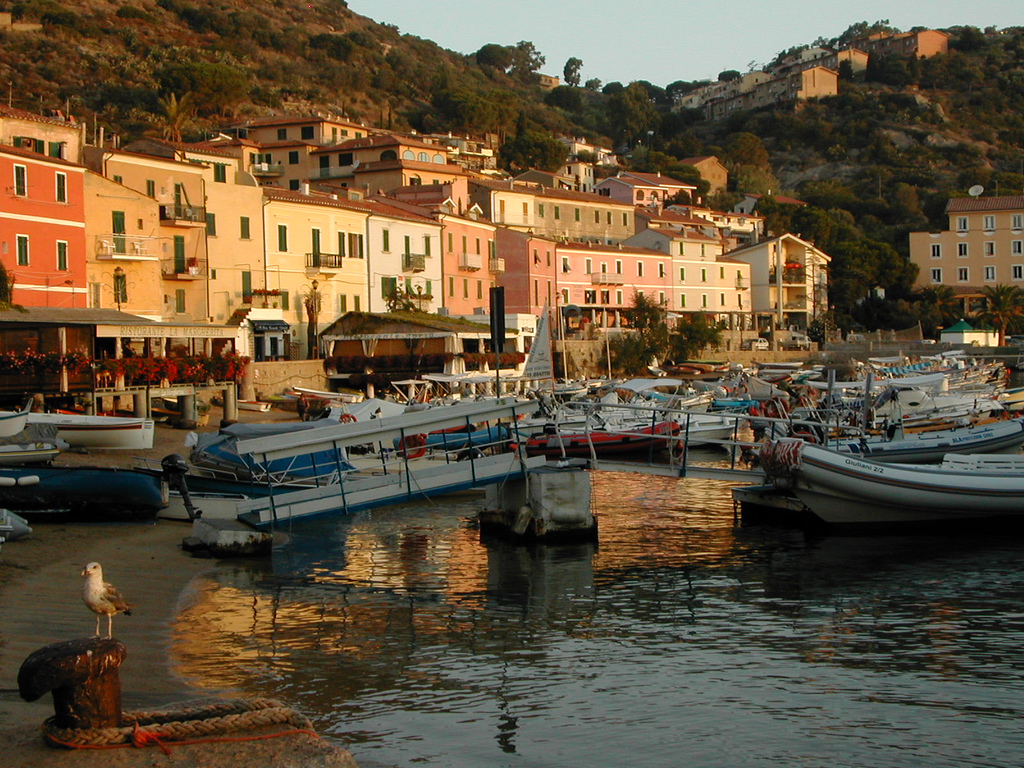
Outra vista do Porto de Giglio.

A Isola del Giglio (em italiano:  isola del Giglio; IPA: ˈiːzola del ˈdʒiʎʎo) é uma comuna italiana da região da Toscana, província de Grosseto, com uma área de 23,80 km². A ilha tem 1426 habitantes (2017), o que corresponde a uma densidade populacional de 59,9 hab/km². Situa-se a 16 km ao largo da costa da Toscânia, sendo uma das sete ilhas que formam o arquipélago Toscano. Apesar da palavra giglio significar "lírio" na língua italiana, o nome deriva de Aegilium Insula, o nome latino da ilha, uma transliteração para o latim da palavra grega aigýllion ou "pequena cabra". O nome significa pois simplesmente "ilha da Cabra", pelo que carecem de fundamento as opiniões que pretendem ligar o nome da ilha ao lírio utilizado na heráldica da República de Florença no tempo dos Médicis.

## Geografia
A ilha está separada do continente por um canal com 16 km de largura no seu ponto mais estreito, o troço fronteiro ao monte Argentario.
A ilha é montanhosa, consistindo essencialmente por colinas de granito, as quais culminam no Poggio della Pagana (496 m acima do nível médio do mar). Cerca de 90% da superfície da ilha é coberta por vegetação mediterrânica de arbustos e matas xerofíticas que se alternam com pinhais e vinhedos. As vinhas da ilha produzem um vinho conhecido localmente por "Ansonaco".
A costa da ilha tem 27 quilômetros de comprimento, essencialmente composta por altos rochedos e falésias a pique, na qual se abrem diversas baías: Arenella, Cannelle, Caldane e Campese, sendo que esta última é a maior, albergando no seu recesso a pequena povoação do mesmo nome e a estância turística que lhe está associada.
A municipalidade é composta pelas ilhas de Giglio e Giannutri. Na ilha de Giglio, a  maior das duas, estão localizados os principais povoados do município:
- Giglio Porto (Porto de Giglio) localizado na costa leste da ilha (virado para o continente), é o principal porto da ilha. O povoado está dividido nos bairros de Chiesa, Moletto e Saraceno.
- Giglio Castello (Castelo de Giglio), localizado sobre uma colina na zona central da ilha, onde se encontra a fortaleza que durante muitos séculos defendeu a ilha. A localidade está dividida nos bairros de Casamatta, Centro, Cisterna e Rocca.
- Giglio Campese, localizada na costa noroeste da ilha, é uma moderna estância balnear e de desportos marinhos.

## História
A moderna ilha de Giglio formou-se há cerca de 4,5 a 5 milhões de anos e é habitada pelo menos desde a Idade do Bronze.
A ilha terá sido um bastão militar da civilização etrusca, tendo depois caído sob o domínio de Roma, passando a ser referida como Aegilium Insula ou Igillia Insula. Nesse período foi uma importante base naval no Mar Tirreno, tendo sido citada brevemente por Júlio César na sua obra De Bello Civili, por Plínio, por Pompônio Mela e pelo poeta Rutílio Cláudio Namanciano, tendo este último celebrado o sucesso de Igílio (Igilium) na derrota dos getas declarando que a ilha fornecia porto seguro aos navios romanos, num período em que as encostas de Igílio ainda eram florestadas:
Eminus Igilii silvosa cacumina miror
Quam fraudare nefas laudis honore suae.
No ano de 805 a ilha foi doada por Carlos Magno à Abadia de Tre Fontane, de Roma, e posteriormente esteve sucessivamente na posse das famílias Aldobrandeschi, Pannocchieschi, Caetani e Orsini e da municipalidade de Perugia.
Em 1241 a esquadra siciliana do imperador Frederico II do Sacro Império Romano-Germânico destruiu a esquadra genovesa ao largo da ilha.
A partir de 1264 a Isola del Giglio foi integrada na República de Pisa, com a qual passou para o domínio da família Médici.
Ao longo da sua história a ilha sofreu numerosos ataques sarracenos, o último dos quais em 1799.
Ao entardecer do dia 14 de Julho de 1646, o almirante Jean Armand de Maillé-Brézé foi morto na Batalha de Orbetello, quando comandava o seu navio-almirante Grand Saint Louis em manobras nas proximidades da costa da ilha de Giglio.
Ao longo da sua história a ilha foi sempre conhecida pelos seus depósitos minerais e pela excelência dos seus granitos. Muitas colunas e partes nobres de edifícios da Roma antiga foram construídas com granitos trazidos da ilha.
A ilha integra o Parque Nacional do Arquipélago Toscano (Parco Nazionale Arcipelago Toscano).

## Demografia
| Variação demográfica do município entre 1861 e 2011                               |
|                                                                                   |
| Fonte: Istituto Nazionale di Statistica (ISTAT) - Elaboração gráfica da Wikipedia |

## Principais locais a visitar
Na ilha situam-se as ruínas da vila romana dos Domícios Enobarbos (século I ou II). A vila situa-se nos arredores do Porto de Giglio. Não se conhecem quaisquer restos do famoso templo de Diana que existiu na ilha.
A igreja de São Pedro Apóstolo, no Castelo de Giglio, tem um crucifixo em marfim atribuído ao escultor Giambologna.
Na costa da ilha foram localizados os restos do naufrágio de um navio etrusco da fase inicial da Idade do Bronze, c. 600 a.C.[carece de fontes?]. A carga do navio naufragado incluía lingotes de cobre e chumbo, barras de ferro, ânforas e um capacete coríntio. Apesar de estar bem preservado, permitindo a recolha de uma tábua de escrita, com o seu estilete, os achados estão actualmente quase todos perdidos.

## Transportes
Isola del Giglio está ligada à costa da Toscânia pelos ferries Toremar e Maregiglio ("Lírio do Mar"), com partida de Porto Santo Stefano e término em monte Argentario, Orbetello, na costa italiana.

## O naufrágio do "Costa Concordia"
A 13 de janeiro de 2012, o navio de cruzeiro Costa Concordia encalhou depois de ter embatido contra recifes no litoral da ilha, imediatamente a sul da entrada de Giglio Porto. A maioria dos cerca de 4200 passageiros e tripulantes foram resgatados e transportados para a ilha, ou atingiram a costa a nado. Pelo menos 15 pessoas morreram e 64 ficaram feridas, com 21 permanecendo desaparecidas (a 24 de fevereiro de 2012). O capitão Francesco Schettino deixou o navio antes que todos os tripulantes e passageiros estivessem na terra.

## Galeria fotográfica

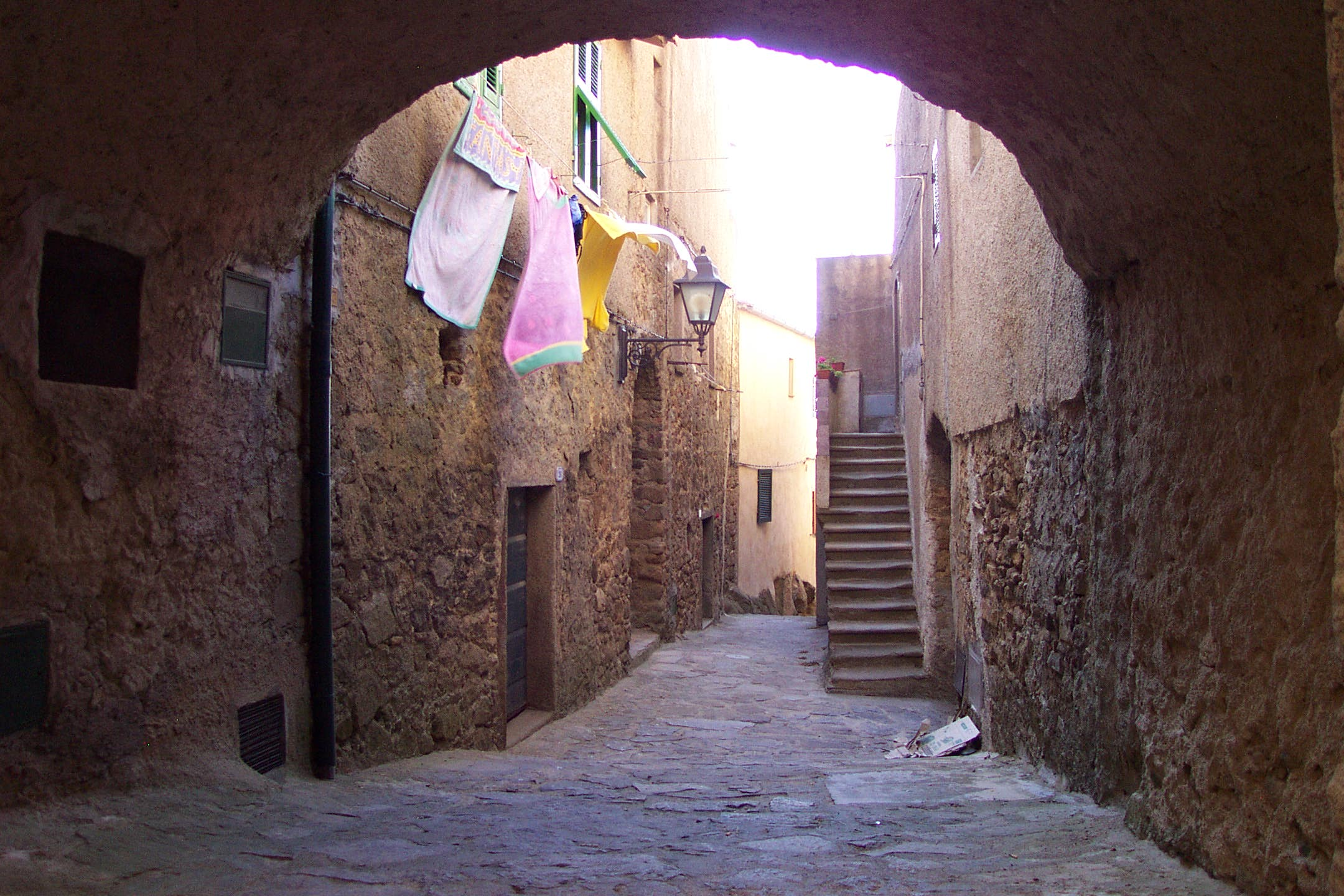
Uma rua típica em Giglio Castello.
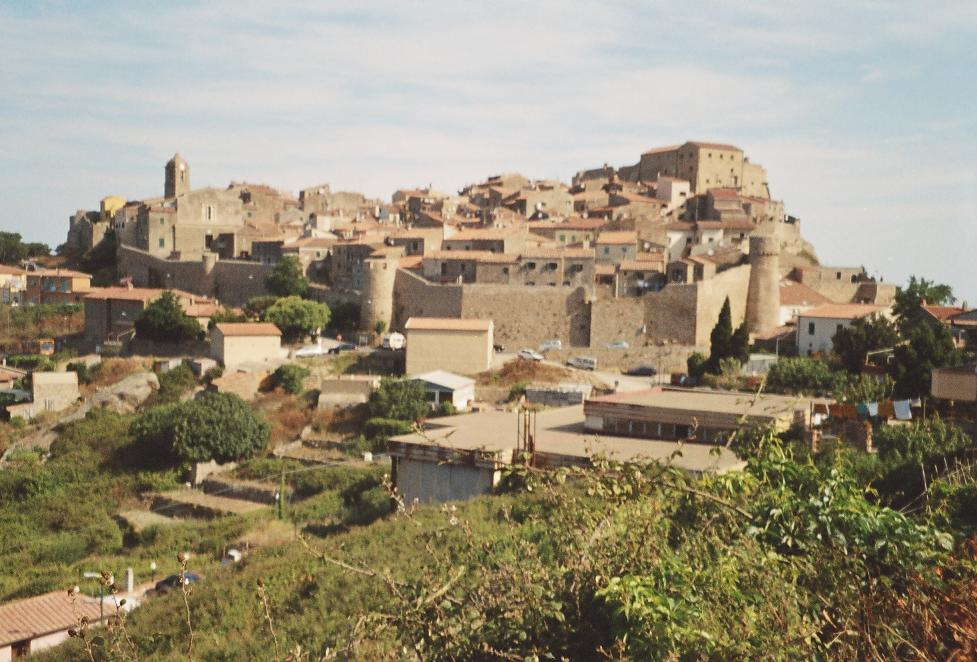
Giglio Castello
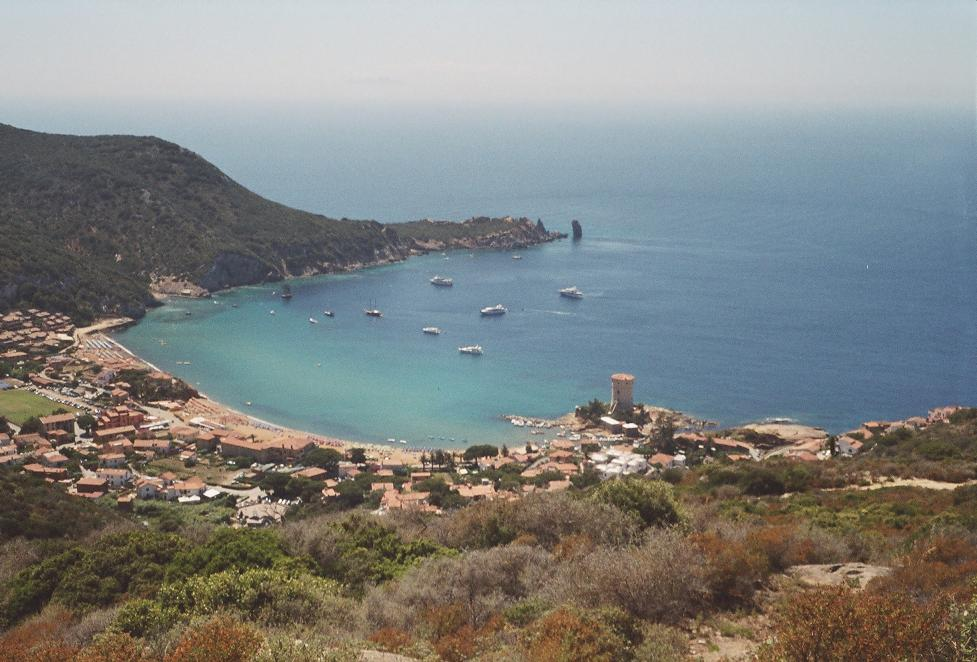
Giglio Campese
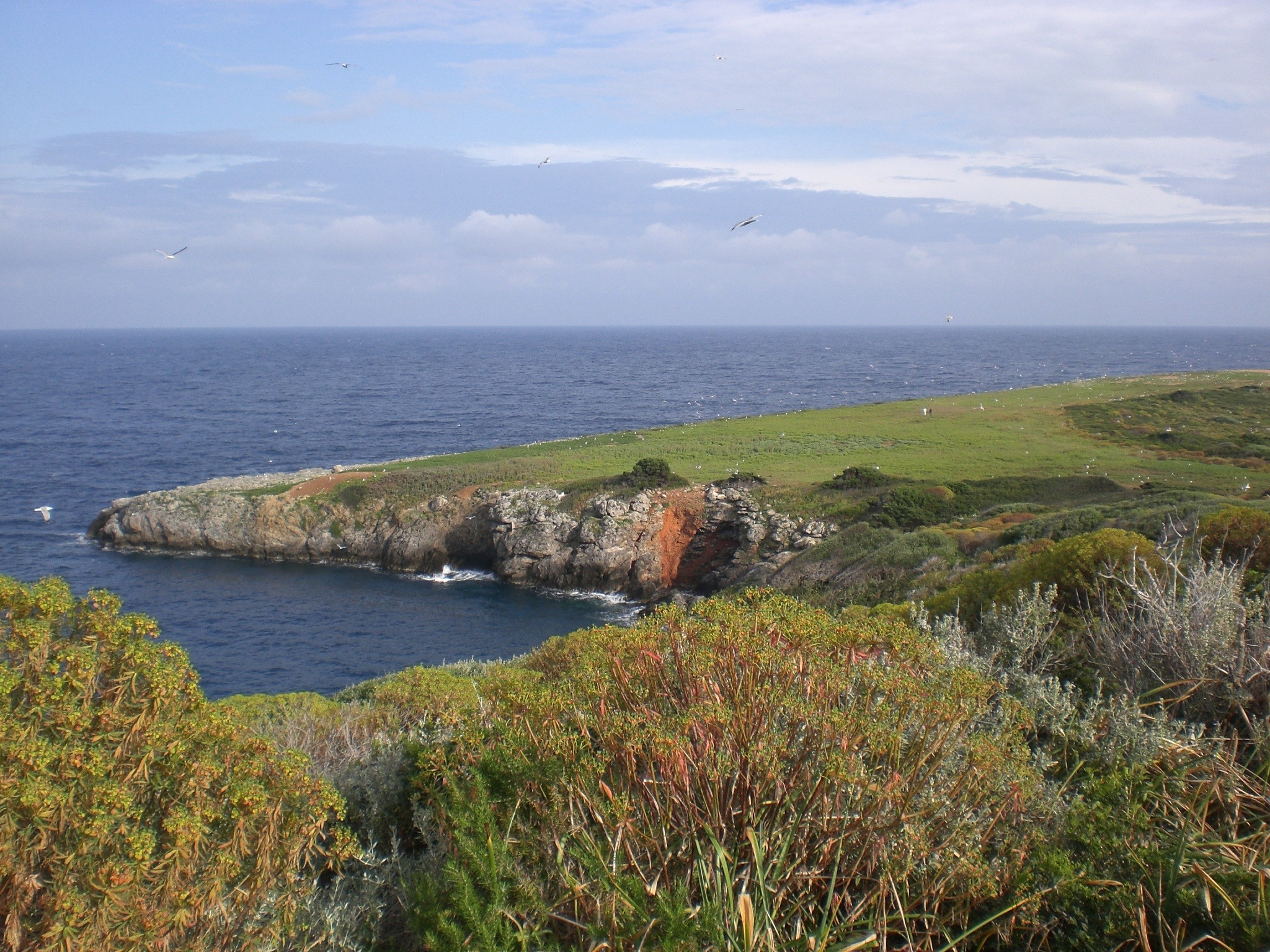
Uma antiga pista de aviação relvada frente à costa de Giannutri.
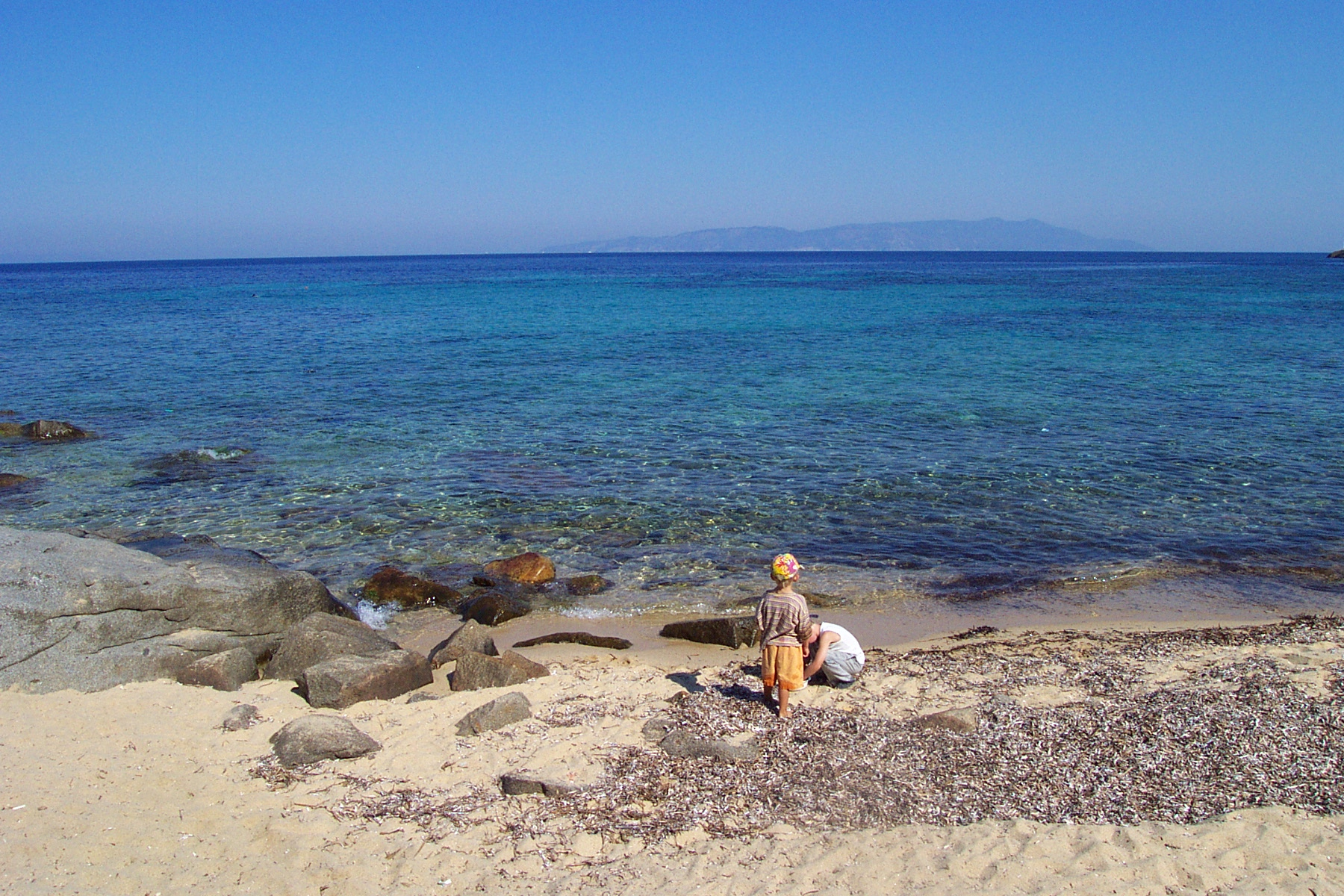
A praia de Arenella na ilha de Giglio (ao fundo o Monte Argentario, na vizinha costa da Toscânia).